# Dolmen von Pez
Der Dolmen von Pez (französisch Dolmen du Pez, auch Cromlech von Pez oder Bosse von Pez) liegt an der Route du Cromlech im Ortsteil Saint-Marc-sur-Mer in der Gemeinde Saint-Nazaire im Département Loire-Atlantique in Frankreich. Dolmen ist in Frankreich der Oberbegriff für neolithische Megalithanlagen aller Art (siehe: Französische Nomenklatur).

## Beschreibung
Das stark gestörte Denkmal wird oft fälschlich als Cromlech bezeichnet, daher auch die Straßenbezeichnung und ein Hinweisschild an dieser. Ein Dutzend etwa 1,0 m hoher Orthostaten und das Fragment des Decksteines von etwa 3,0 m² sind erkennbar. Alle Blöcke sind aus Granulit, einem kristallinen Schiefergestein. Die Ausgrabungen haben Feuersteinabschläge und -klingen, Holzkohle- und mit Kurven verzierte Keramikfragmente sowie Ziegel römischen Ursprungs erbracht.
Der Dolmen wurde 1877 von Gaston Thubé ausgegraben, der ihn 1878 in einem Bericht veröffentlichte. 1882 führte Pitre de Lisle du Dreneuc (1846–1924) eine neue Ausgrabung durch. Wahrscheinlich handelt es sich um den Überrest einer Grabhügeleinfassung.